# 早稲田大学所沢キャンパス

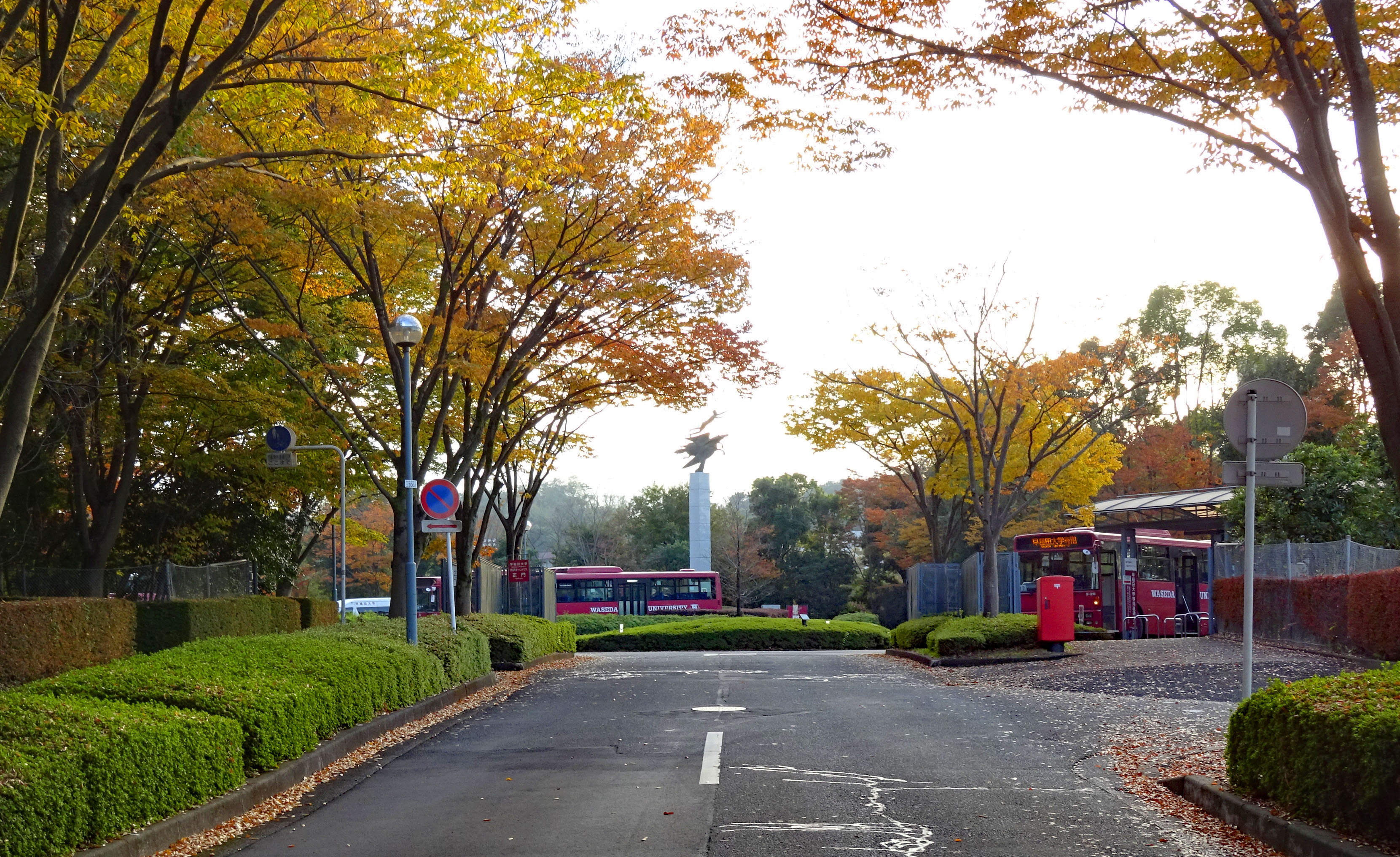
所沢キャンパス入口

早稲田大学所沢キャンパス（わせだだいがくところざわキャンパス）は、埼玉県所沢市三ケ島に所在する早稲田大学のキャンパスである。学内に人間科学部、スポーツ科学部、人間科学研究科、スポーツ科学研究科および付随施設を持つ。

## 概要
所沢キャンパスの全面積は2014年4月時点で367,634平方メートルであり、早稲田大学のキャンパスとしては本庄キャンパス（同663,082平方メートル）についで2番目に広い。南隣には狭山丘陵が広がる自然に近接した立地にある。同キャンパスは100号館（校舎）、101号館（校舎）、102号館（所沢学生共同利用棟）、105号館（所沢スポーツホール）、106号館（アクアアリーナ）、野球場、織田幹雄記念陸上競技場からなるA地区と、110号館（フロンティアリサーチセンター）と湿地からなるB地区に分かれる。

## 歴史
- 1987年4月 - 早稲田大学創立100周年事業の一環として所沢キャンパスを開設。人間科学部を設置。
- 2003年4月 - 人間科学部通信教育課程及びスポーツ科学部を設置。
- 2006年4月 - スポーツ科学研究科を設置。

## 学部
- 人間科学部
- スポーツ科学部

## 大学院
- 人間科学研究科
- スポーツ科学研究科

## 施設
- 100号館 - 人間科学部・スポーツ科学部・所沢図書館・人間総合研究センター施設・保健センター所沢分室
- 101号館 - 教室棟
- 102号館 - 所沢学生共同利用棟
- 105号館 - 所沢スポーツホール
- 106号館 - アクアアリーナ
- 110号館 - フロンティアリサーチセンター
- テニスコート
- 野球場
- 陸上競技場

## アクセス
- 西武池袋線 小手指駅 バス15分